# Качковський Лесь Дмитрович
Качковський Лесь Дмитрович (нар. 13 березня 1949) — український прозаїк. Доктор хімічних наук. Лауреат Літературної премії ім. Д.Загула 1999 р.

## Біографія
Лесь Качковський народився в с. Іспас Вижницького району Чернівецької області України.
Після закінчення десятирічної школи працював на цегельному заводі, потім бібліотекарем у школі. Добре ставлення подружжя вчителів Богдана Володимировича Возняка (хімія) та Ії Іванівни Римар (українська мова, класний керівник) сприяло вибору професії та творчій діяльності. У 1967 р. районна газета «Радянська Верховина» публікує дві перші новели Леся, у 1968 р. — вірші. З 1968 р. по 1973 р. навчається в Чернівецькому університеті на хімічному факультеті. Вчителював в Карпатах.
Одружений, має двох синів (Олексія та Юрія) та двох онуків (Іванко та Катруся).

## Наукова діяльність
Закінчив аспірантуру при Інституту органічної хімії НАН України, в якому працює на посаді провідного наукового співробітника. Захистив кандидатську дисертацію «Теорія кольору органічних барвників». Спеціалізується на дизайні нових органічних барвників. Доктор хімічних наук.
Написав понад сто наукових статей, співпрацює з науковими центрами Німеччини, Франції та США.

## Творча діяльність
До літературної діяльності повернувся після аспірантури та захисту дисертації. В 1990 р. виходить перша книга «Двоє в осінній вечір», куди входять новели про буковинців та історична повість про Довбуша. Для написання повісті були використані монографія В.Грабовецького про опришківський рух та наукова збірка матеріалів про гайдамацький рух XVIII ст.
В 1990-ті пробував видавати газету «Погляд» в Чернівецькій друкарні.
Співпрацює з «Літературним форумом» при Українському клубі.
Видав за власний кошт полемічний есей «Як Україна випала з орбіти Заходу».
Співпрацює з видавництвом «Криниця», друкується в газетах «День», «Патріот України», «Столиця» та в журналах «Дніпро», «Нова політика», «Політика і культура», «Політика і людина».

### Твори
- 2019 — «Рюрик із роду Ск'єльдунгів. Книга 2» (видавництво «Український пріоритет»);
- 2020 — «Вибір князя Аскольда. Книга 1» (видавництво «Український пріоритет»);
- 2020 — «Олег – імператор русів. Книга 3»
- 2021 — «Загадка князя Аскольда»
- 2021 — «Пісня про Довбуша»
- 2022 — «Ігор – володар Руси. Книга 4»

### Відзнаки
- Лауреат літературної премії ім. Дмитра Загула — за книгу «Двоє в осінній вечір».